# Yang Pan-hou
Yang Pan-hou (杨班侯) o Yáng Bānhóu (楊班侯) (1837 – 1890) fue un influyente profesor de Taichí (taijiquan) durante la Dinastía Qing República Popular China, famoso por su fuerte temperamento.

## Biografía
Fue el hijo mayor de Yang Luchan. Al igual que su padre, se dedicó a ser instructor de artes marciales y también estuvo contratado por la (familia imperial China) Aisin-Gioro. Temporalmente se convirtió en el Shifu de Wu Quanyou, un oficial de caballería de las Ocho Banderas del Batallón de Palacio Manchú. El hijo de Wu Quanyou, Wu Chien-ch'uan (Wu Jianquan), también un oficial de caballería, fue conocido como el cofundador (junto con su padre) del t'ai chi ch'uan de estilo Wu. El hermano menor de Yang Pan-hou, Yang Chien-hou, también fue un conocido maestro de t'ai chi ch'uan al estilo Yang. El hijo de Yang Pan-hou, Yang Shao-p'eng (1875-1938) también fue un maestro de taichí.
Yang Banhou enseñó a Wang Jiao-Yu la forma de taichí chuan Guang Ping Yang de su padre, Wang Jiao-Yu enseñó a Kuo Lien Ying esta forma original de estilo Yang.